# Mighty Morphin Power Rangers

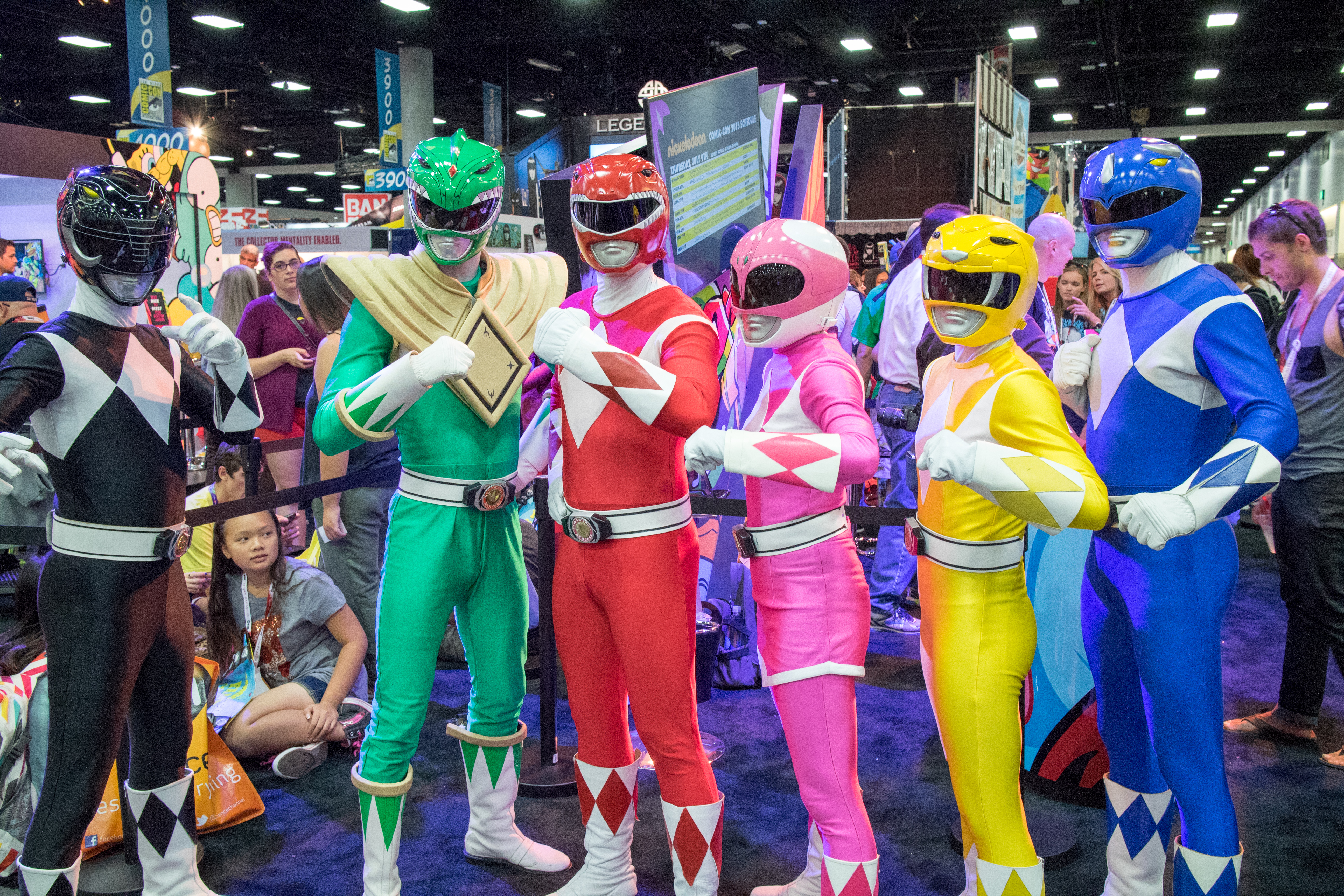
Personer utklädda till seriens huvudpersoner.

Mighty Morphin Power Rangers, eller MMPR som det förkortas, är en amerikansk tv-serie baserad på den japanska "Super Sentai"-serien Kyouryuu Sentai Zyuranger. Serien sändes ursprungligen i Fox Kids i USA 28 augusti 1993–27 november 1995.
Andra och tredje säsongen innehåller element från Super Sentai-serierna Gosei Sentai Dairanger och Ninja Sentai Kakuranger, och Zyuranger-dräkterna användes; de fem Dairanger-dräkterna användes inte alls, då bara Kiba Rangers kostym användes för White Power Ranger, då de fyra Kakurangerdräkterna användes i miniserien Mighty Morphin Alien Rangers. Serien producerades av MMPR Productions och distribuerades av Saban Entertainment.
1996 togs Mighty Morphin bort från titeln för att följa Super Sentai, och byta namn och dräkter varje år; och Power Rangers hade blivit en franchise. Det var dock först 1999 som varje säsong började produceras som en sluten serie med nya skådespelare och handling varje år. Power Rangers fortsatte sedan i denna stil även om de flesta "post-MMPR"-serierna inte är spinoffvarianter i traditionell mening.

## Bakgrund
Serien utspelar sig i den fiktiva staden Angel Grove, som ska ligga i Kalifornien. Allting börjar med att två astronauter råkar väcka häxan Rita Repulsa när de söker efter liv på månen. Rita börjar skicka utomjordingar till Jorden med planer om att ta över den. Detta gör att den gamle vise Zordon (som tog fast Rita från början) bestämmer sig för att fixa fem tonåringar som kan försvara jorden mot Ritas attacker. Så han väljer Jason Lee Scott (som blir den Röda Rangern), Trini Kwan (den Gula Rangern), Billy Cranston (den Blåa Rangern), Kimberly Hart (den Rosa Rangern) och Zack Taylor (den Svarta Rangern). Senare i serien blir Tommy Oliver vald till den Gröna Rangern, under en kort tid innan han förlorar sina krafter och blir då utsedd till den Vita Rangern och ny ledare.
I säsong två slutar Jason, Trini och Zack som Rangers för att åka till Schweiz, och blir då ersatta av Rocky DeSantos (röd), Aisha Campbell (gul) och Adam Park (svart). I säsong 3 väljer Kimberly ut Kat Hillard till ny Rosa Ranger så att hon kan åka till Florida och bli professionell gymnast.
Alla rangers har en koppling till en dinosaurie, så deras dräkter ser ut lite som just den dinosaurien de är, de har även varsin robot (kallad dinozord) som de kan anropa när det blir för svårt. Alla robotarna går även att sätta ihop till en stor robot (kallad megazord) som de kan sitta i.
Serien går mest ut på att dessa Power Rangers slåss mot Rita Repulsa och hennes monster, men man får även följa tonåringarnas liv i sin skola, och på ungdomsgården där de nästan alltid brukar hänga.
År 1995 hade en långfilm premiär, Mighty Morphin Power Rangers: The Movie, som var baserad på tv-serien. Serien varade ända till 16 februari 1996. Konceptet "Power Rangers" finns kvar än idag, men har ingen som helst koppling till MMPR längre, förutom på det sätt att alla säsonger utspelar sig i samma fiktiva universum. Det är inte sällsynt med cross-overs då rangers från två eller flera säsonger går samman för att kämpa mot ondskan.

## Rollfigurer/Röster

### Power Rangers
| Rollfigur         | Skådespelare         |
| ----------------- | -------------------- |
| Jason Lee Scott   | Austin St. John      |
| Trini Kwan        | Thuy Trang           |
| Zack Taylor       | Walter Emanuel Jones |
| Kimberly Ann Hart | Amy Jo Johnson       |
| Billy Cranston    | David Yost           |

### Allierade
| Rollfigur | Skådespelare                                                                      |
| --------- | --------------------------------------------------------------------------------- |
| Zordon    | David Fielding (fysiskt) Bob Manahan (röst)                                       |
| Alpha 5   | Romy J. Sharf (1993–1994) Sandi Sellner (1994–1995) Richard Steven Horvitz (röst) |

### Skurkar

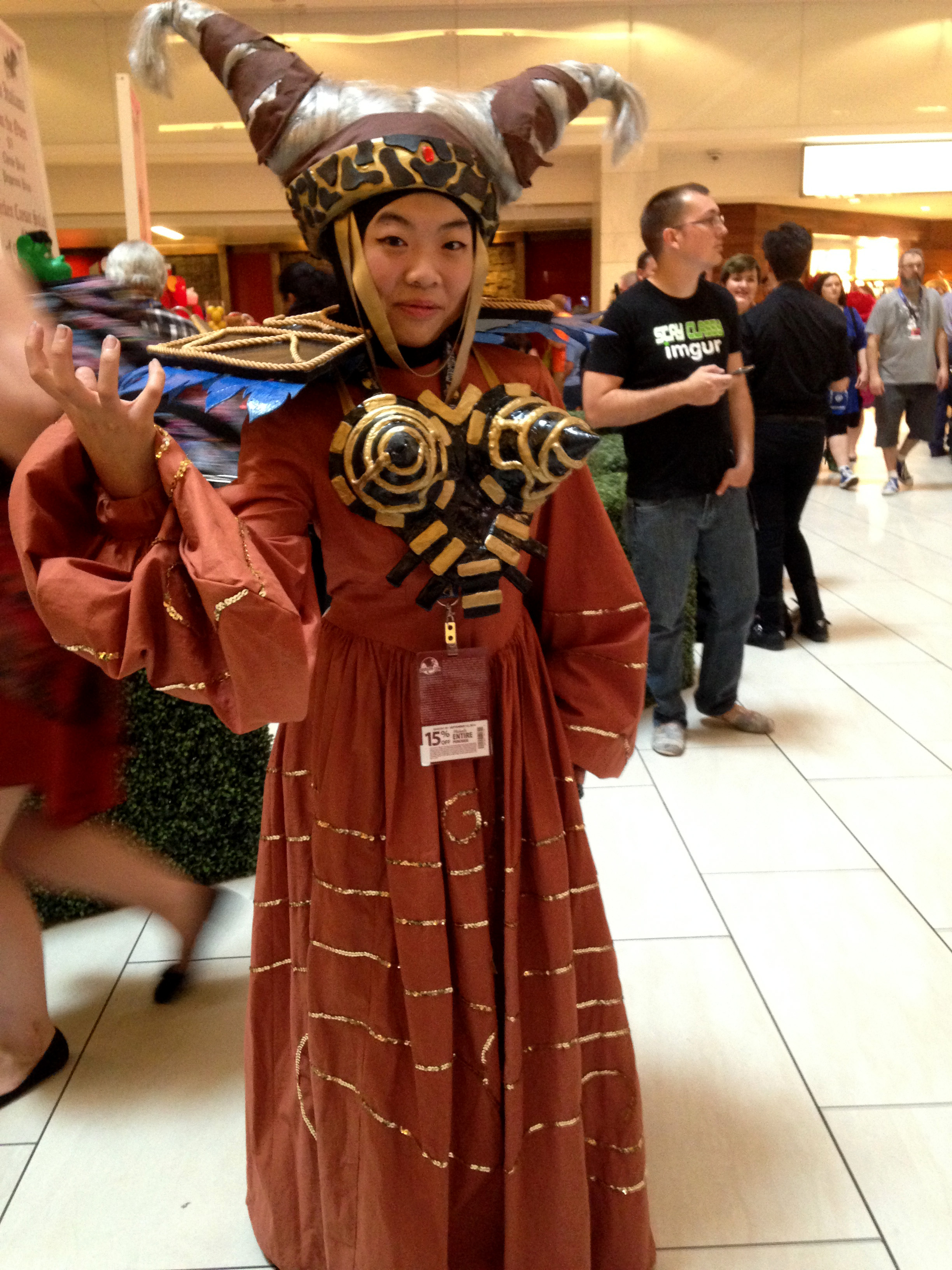
En person utklädd till Rita Repulsa, en av seriens skurkar.

| Rollfigur    | Skådespelare                                                              |
| ------------ | ------------------------------------------------------------------------- |
| Rita Repulsa | Machiko Soga (1993–1994) Carla Perez (1994–1998) Barbara Goodson (röst)   |
| Goldar       | Takashi Sakamoto (dräkt) Kazutoshi Yokoyama (stunt) Kerrigan Mahan (röst) |
| Squatt       | Minoru Watanabe (dräkt) Michael Sorich (röst)                             |
| Baboo        | Jason Ybarra (dräkt) Dave Mallow (röst)                                   |
| Finster      | Takako Iiboshi (dräkt) Robert Axelrod (röst)                              |

### Övriga figurer
| Rollfigur                  | Skådespelare    |
| -------------------------- | --------------- |
| Mr. Caplan                 | Henry Cannon    |
| Farkas "Bulk" Bulkmeyer    | Paul Schrier    |
| Eugene "Skull" Skullovitch | Jason Narvy     |
| Ernie                      | Richard Genelle |

## Kontroverser
I USA och Kanada ansåg många att serien var för våldsam för små barn. I Sverige visades serien i TV 3, men drogs in då den fick kritik för att ha varit orsaken till att en 5-årig flicka i Norge den 15 oktober 1994 blev ihjälsparkad av jämnåriga barn som sades ha inspirerats av serien, vilket blev det så kallade "Siljefallet".
I Malaysia censurerades ordet Morphin bort som en del i antidrogkampanjen, då man inte ville att det skulle förväxlas med morfin.
1994 lyfte Nya Zeelands Broadcasting Standards Authority (BSA) fram flera åsikter från allmänheten om våldsnivån i serien.

### Fotnoter
1. ↑  Lisa Jakobsson (1 augusti 2009). ”Vi laddade ner illegalt långt före Kalle Anka”. Expressen. http://www.expressen.se/gt/kultur/vi-laddade-ner-illegalt-langt-fore-kalle-anka/. Läst 18 juni 2016.